# Andrea Absolonová
Andrea Absolonová (n. 26 decembrie 1976, Praga, Cehoslovacia – d. 9 decembrie 2004, Praga, Cehia), mai cunoscută sub pseudonimul Lea De Mae, a fost o săritoare în apă cehă și membră a echipei naționale de scufundări de la înălțime din Cehia, ulterior fotomodel pentru adulți și actriță pornografică. Ea a murit de cancer la creier la 9 decembrie 2004, la vârsta de 27 de ani.

## Biografie
Născută în Cehoslovacia, Absolonová a devenit membră a echipei naționale cehe de scufundări de la înălțime, împreună cu sora ei mai mică, Lucie (născută la 5 martie 1979). Ea s-a rănit la coloana vertebrală la vârsta de 20 de ani într-un accident în timpul antrenamentului pentru Jocurile Olimpice de vară de la Atlanta din 1996, când făcea scufundări de pe platforma de 10 metri. Ea și-a revenit după accidentare, dar nu s-a mai calificat la Jocurile Olimpice de la Sydney din 2000. Problemele ei au persistat, așa că s-a retras din lumea sportului profesionist.
Absolonová a fost mai târziu convinsă de un fotograf să pozeze nud și, în cele din urmă, să participe la industria filmului pentru adulți.
Ca Lea De Mae, a apărut în peste 80 de filme pentru adulți. Ea a apărut pentru prima dată pe ecranele americane într-o serie de articole pentru Private Media Group. Ea s-a întors în cele din urmă în Europa, unde a produs mai multe filme, dar după scurt timp s-a reîntors în Statele Unite ale Americii.
De Mae a fost diagnosticată cu glioblastom, o formă agresivă de cancer al creierului în iulie 2004. Fanii și colegii actori porno au contribuit la un fond medical înființat pentru ea la Praga, cu toate acestea ea a decedat la 9 decembrie 2004, la vârsta de 27 de ani.
Corpul (în cehă Její tělo) este un film ceh și slovac al realizatoarei de documentare Natália Císařovská. Acesta este lungmetrajul ei de debut. Filmul este despre viața Andreei Absolonová și a fost sponsorizat de Fondul Cinematografiei de Stat și Fondul Audiovizual SK.